# Góry Shirakami
Góry Shirakami (jap. 白神山地 Shirakami-sanchi) – obszar górski na wyspie Honsiu w Japonii, rozciągający się od południowo-zachodniej części prefektury Aomori do północno-zachodniej części prefektury Akita, porośnięty pierwotnym lasem bukowym (Fagus crenata).
Obszar ten został w 1993 roku wpisany na listę światowego dziedzictwa UNESCO. Przed 1954 rokiem góry te nosiły nazwę Kōsei (jap. 弘西山地 Kōsei-sanchi).